# Pop 100 Airplay
Pop 100 Airplay — еженедельный музыкальный хит-парад, издававшийся журналом Billboard с 2005 по 2009 год. Хит-парад включал в себя композиции, на основе их ротации на мейнстримовых радиостанциях. Pop 100 Airplay наряду с Hot Singles Sales и Hot Digital Songs являлся формирующим компонентом общего поп-чарта Billboard Pop 100. В июне 2009 года Billboard прекратил печатать выпуски Pop 100 Airplay, чарт продолжал выходить на сайте billboard.biz до 22 августа 2009.